# Судковский, Руфин Гаврилович
Руфи́н (Руфи́м) Гаври́лович Судко́вский (7 [19] апреля 1850, Очаков, Херсонская губерния — 4 [16] февраля 1885, Очаков, Херсонская губерния) — русский живописец-маринист, академик Императорской Академии художеств.

## Биография

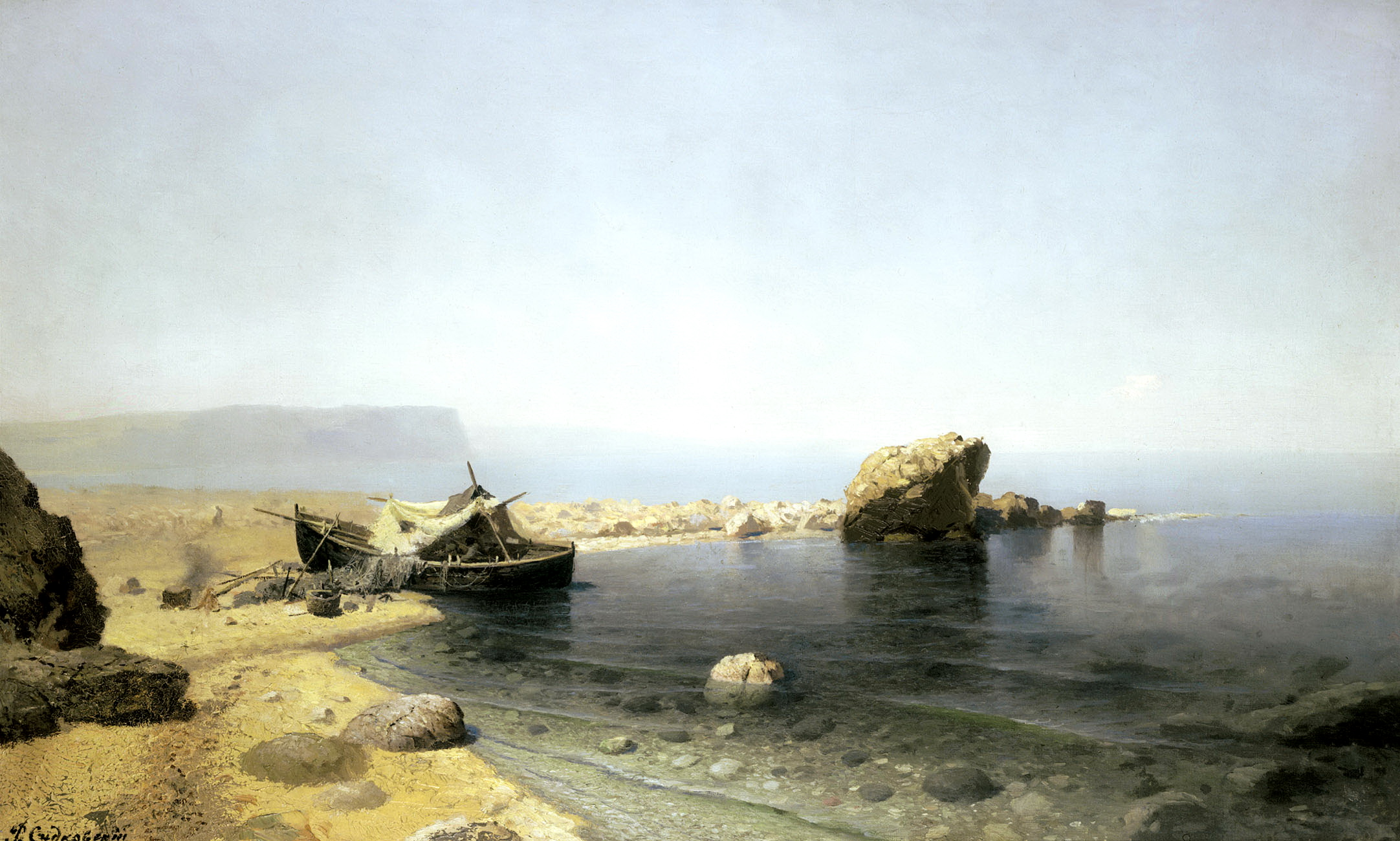
Прозрачная вода (Мёртвый штиль) (1879—1885)

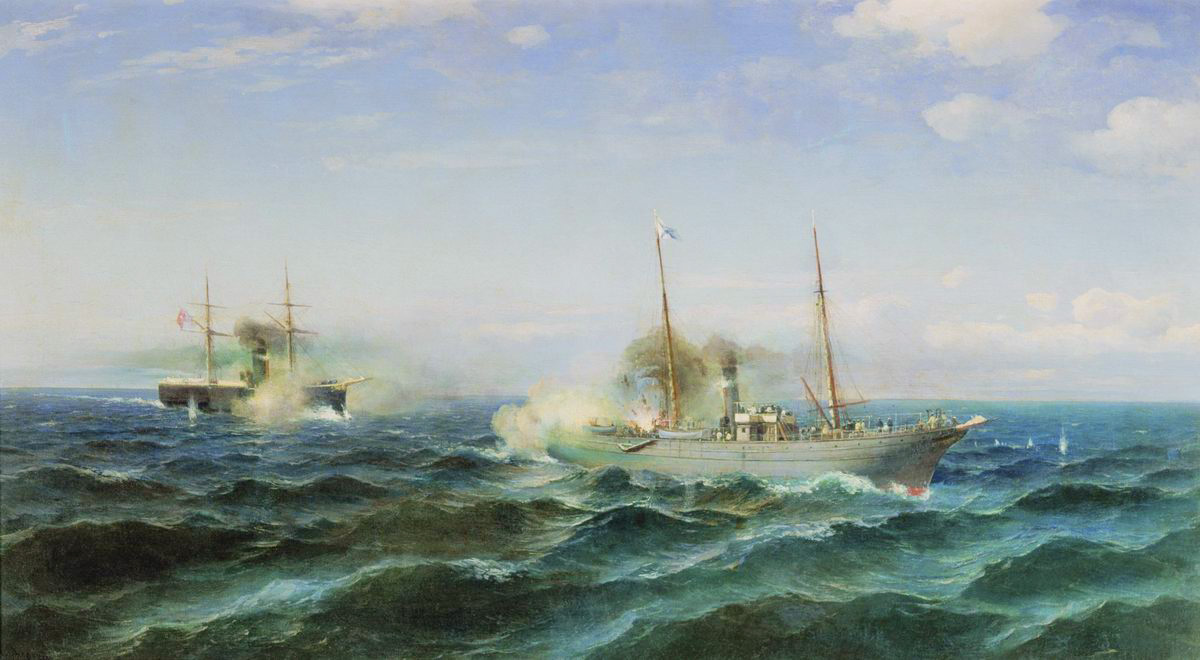
Бой парохода «Веста» с турецким броненосцем «Фетхи-Буленд» в Чёрном море 11 июля 1877 года (1881)

Руфим Гаврилович Судковский родился 7 апреля 1850 года. Семья Судковских осела в Очакове после присоединения города к Российской империи в ходе войны 1787–1791 годов. Её основатель, отец Дионисий, был известен под фамилией Сусидко. С царского разрешения она была сменена на «Судковский». Отец Дионисий, дед художника, стал одним из первых очаковских священников.
Сын священника Херсонской епархии и сам по желанию отца готовясь стать священником, Судковский соответственно этому и получил образование, учась сначала в Очаковском духовном училище, затем в Одесской духовной семинарии. Но священническая деятельность вскоре перестала его привлекать. Уже в детские годы начали обнаруживаться в нем способности к рисованию, а в юношеском возрасте, особенно во время пребывания в Одессе, под впечатлением видов южного моря с его чарующими красотами в нем окончательно проснулся художник, и он сделался одним из самых ревностных посетителей рисовальной школы Одесского общества любителей искусства.
Ознакомившись основательно с употреблением карандаша и кисти, Судковский с жаром стал рисовать с натуры и уже в этих юношеских работах обнаружил несомненный талант и преимущественную любовь к морским сюжетам. В 1868 году он, не кончив курса, вышел из семинарии и отправился в Петербург, где был принят учеником в академию художеств. В последней пробыл три года, причем его пейзажные этюды на заданные темы были отличены большою и малою серебряными медалями (1870 год).
В 1871 году Судковский возвратился на родину в Очаков и энергично занялся этюдами берегов Чёрного моря. Картины первых лет его пребывания в Очакове носят явные следы подражания разным мастерам; в них мало оригинально-творческих элементов, как в композиции рисунка, так и в отношении его выполнения, почему даже лучшие из этих опытов, принятые разными петербургскими выставками, остались, вполне естественно, незамеченными и публикой, и критикой. Но непрестанная и усердная работа Судковского над своим дарованием, строгая самокритика и особенно поездка в 1874 году за границу значительно усовершенствовали технику его кисти и развили его наблюдательность.
Картины его на академической выставке 1877 года представляли уже решительный шаг вперед в сравнении с прежними опытами, обнаружив в авторе несомненный крупный талант и умение выразить его, и академия художеств нашла вполне возможным присудить Судковскому за них звание художника 2-й степени, хотя им и не был сдан необходимый для этого специальный экзамен по общим предметам: «в знак особого исключения и не в пример другим» — было мотивировано академией это присуждение.
Два года спустя Судковский получил звание классного художника 1-й степени. В это же время начинает расти его известность и в широких кругах, чему особенно способствовали устроенные им в 1880 и 1881 годах в Одессе две выставки собственных картин.
Наконец, три выставки его работ в Петербурге (1882, 1883 и 1884 годах; первая вместе с Ю. Ю. Клевером) окончательно упрочили его известность как выдающегося художника-мариниста, а одна из замечательнейших его картин — «Буря близ Очакова», экспонированная в 1882 году на выставке «Общества художественных выставок», доставила ему звание академика. На этих выставках Судковский явился уже вполне определившимся художником, настоящим мастером, способным передавать красками самые неуловимые движения волн, самую причудливую игру света на воде. Водную стихию он изучил во всех отношениях и с поразительной художественной верностью умел передавать её покой, её прозрачность, её безбрежность, игру в ней солнечных и лунных лучей в тихую погоду, грозное величие её в бурю.
В 1883 году Архип Куинджи публично обвинил Судковского в плагиате, заявив, что картина Судковского «Мёртвый штиль» полностью повторяет картину Куинджи «Ладожское озеро». Несколько газет вступились за Судковского, утверждая, что Судковский превзошёл Куинджи. Вслед за этим живописцы Крамской, Максимов, Волков и Репин разместили в «Новом времени» письмо с заявлением, что картина Судковского «прямо заимствована» у Куинджи.
Судковский занял выдающееся место в ряду русских художников. Бесспорный талант и серьезная непрестанная работа над ним обещали Судковскому славную будущность, но преждевременная смерть его не дала осуществиться этим ожиданиями: он умер 4 февраля 1885 года от тифа, в возрасте менее 35 лет, в расцвете сил, не завершившись окончательно как художник, не успев осуществить надежд, которые возлагались на его талант. В год смерти Судковского друзьями его была устроена посмертная выставка его произведений. До совершеннолетия малолетней дочери академика Маргарите Судковской были назначены опекунами ее мать — Елена Петровна Судковская и протоиерей Гавриил Дионисьевич Судковский.
На могиле Судковского, находящейся на территории Очаковского военно-исторического музея, установлен бюст художника, отлитый по модели его жены (работа скульптора Б. В. Эдуардса).

## Творчество
Общее число картин Судковского весьма значительно, особенно если принять во внимание непродолжительность его художественной карьеры. Лучшими из них считаются: «Очаковская пристань» (находится в Русском музее), «Штиль» (там же), «Дарьяльское ущелье» (там же), «Ночь», «Прозрачная вода», «Бурное море», «Затишье» (в Третьяковской галерее), «Буря близ Очакова», «Полдень», «Рассвет до восхода солнца», «Ночью будет буря», «Кинбурнская коса после дождя», «Днепровские гирла», «Ловля сельдей», «Бой Весты с турецким монитором».
Из менее значительных работ назовем: «Березанский залив», «На Финском заливе», «Лиман», «Тихий день», «Девятый вал», «Одесский мол», «Буря у Одессы», «Перед грозой», «Перед бурей», «Морской берег», «Волна», «Бурный прибой» и другие. Были у Судковского карандашные и акварельные работы, но они стоят значительно ниже его картин масляными красками.
Именем Судковского назван единственный на Украине музей маринистической живописи, в коллекции которого находится самая большая коллекция работ художника.

### Случаи подделки
Удалив с картины датского художника Георга Эмиля Либерта (1820—1908) рыбачьи домики, мошенники пытались продать эту картину, выдавая её за пейзаж Руфина Судковского «Берег моря».

## Семья

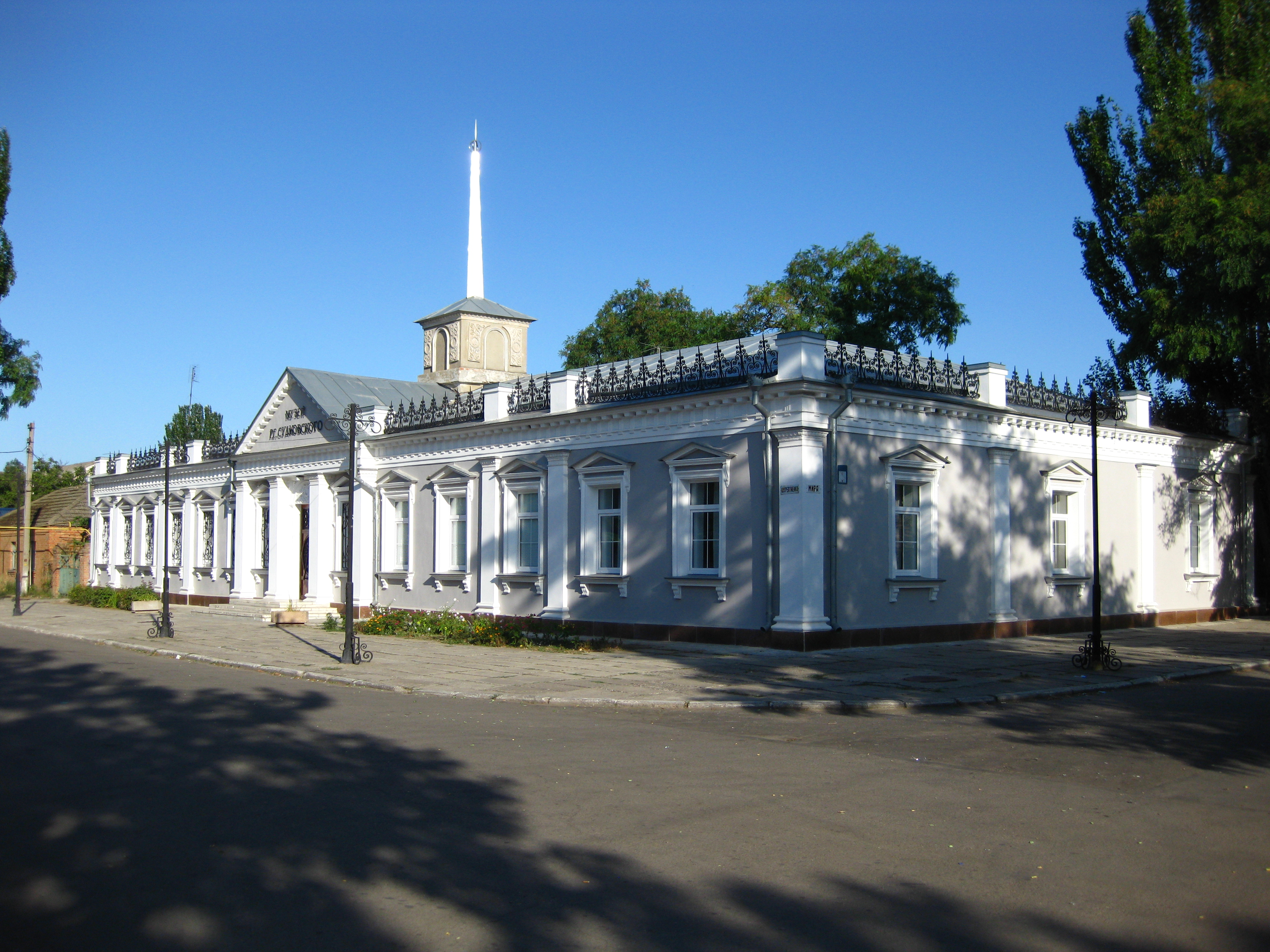
Музей маринистической живописи имени художника Р. Г. Судковского в Очакове

Отец — протоиерей Очаковского Свято-Никольского военно-морского собора Гавриил Дионисьевич Судковский (1814—1907) — участник Крымской войны, награждён многими наградами, включая ордена Святой Анны 2-й и 3-й степени, орден Святого Владимира 4-й степени.
Супруга — Елена Петровна Судковская, урождённая Бенард (1863—1924), вышла впоследствии замуж вторым браком за академика батальной живописи Н. С. Самокиша и получила известность как художница-иллюстратор Самокиш-Судковская.
Дочь — Маргарита Руфиновна Лагранж-Судковская (1884—1972), также стала художником. Жила и работала в Крыму, а затем в Москве. Член Союза художников СССР.
Правнук — Владимир Руфинович Лагранж, классик отечественной фотографии.

## Галерея

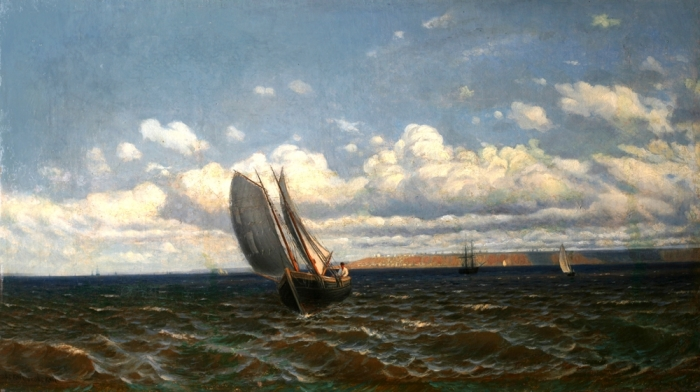
Очаковский берег[17] (1870)
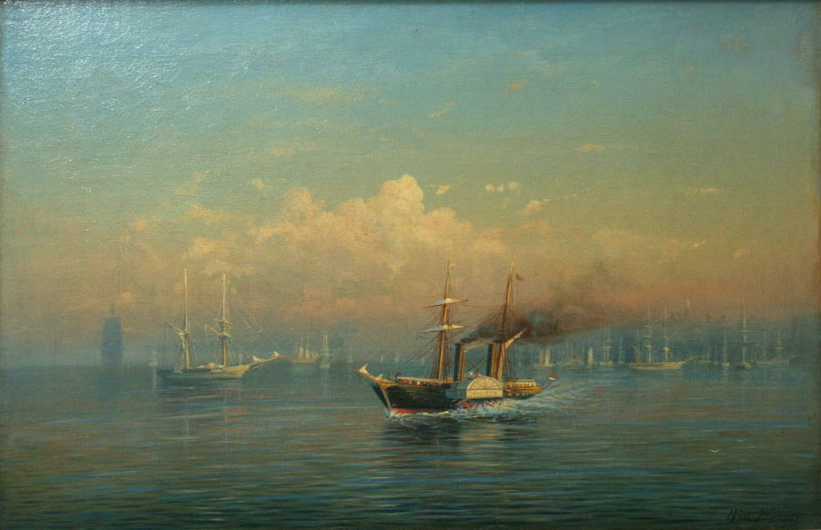
Корабли на рейде[18] (1870)
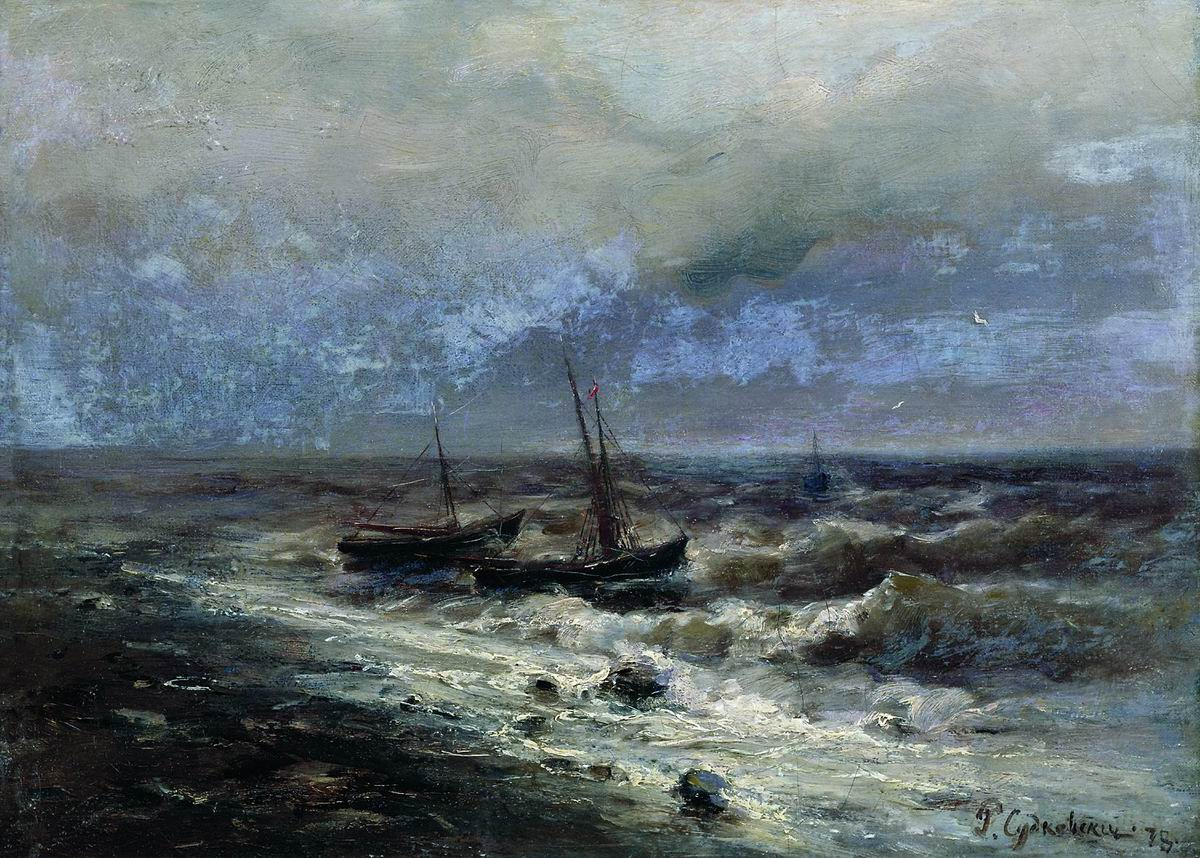
Неспокойное море[18] (1878)
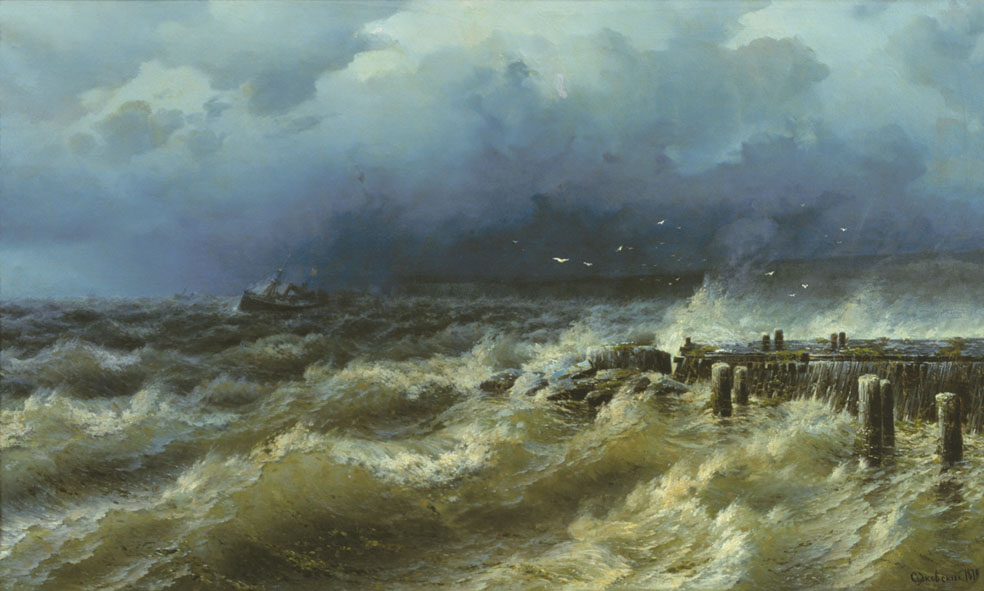
Прибой у мола[19] (1879)
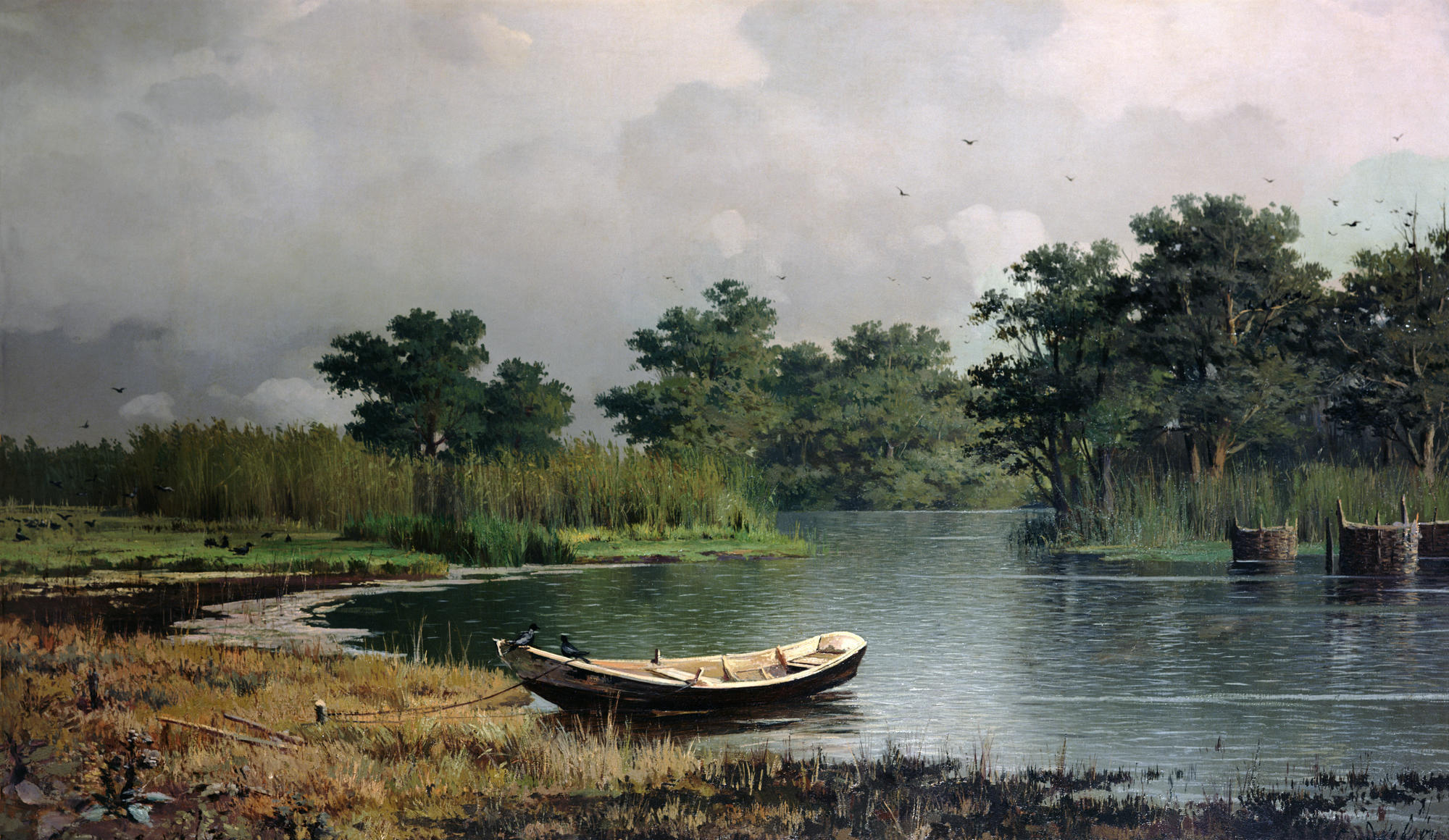
Берег реки. Лодка[20] (1881)
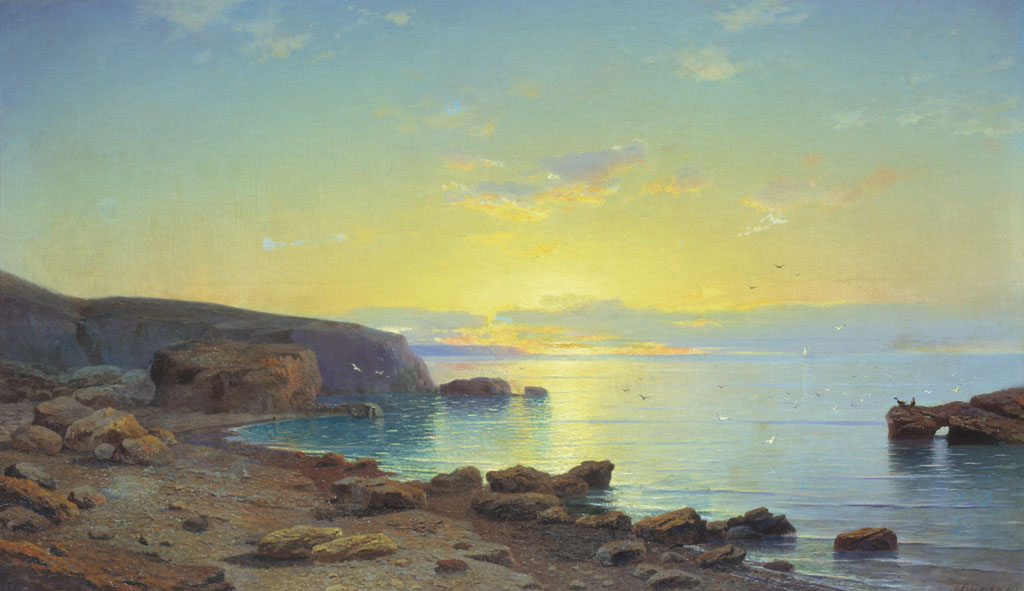
Морской вид[21] (1881)
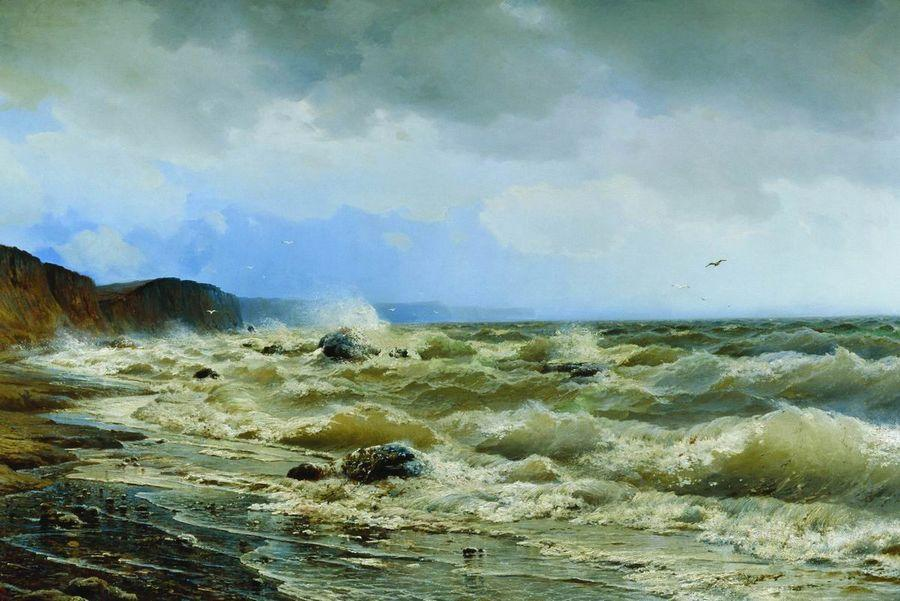
Очаковская пристань[22] (1881)
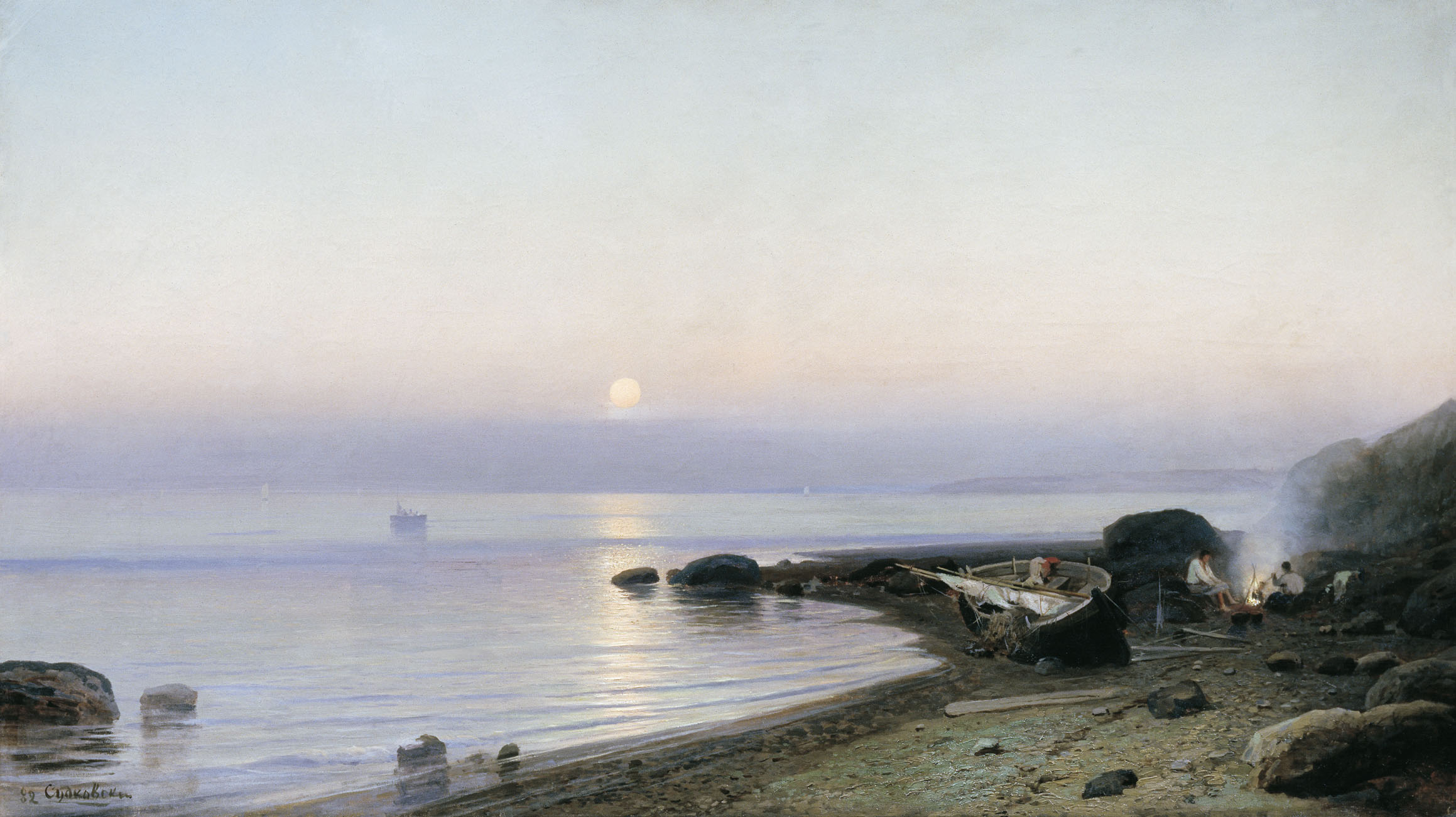
На берегу моря[23] (1882)
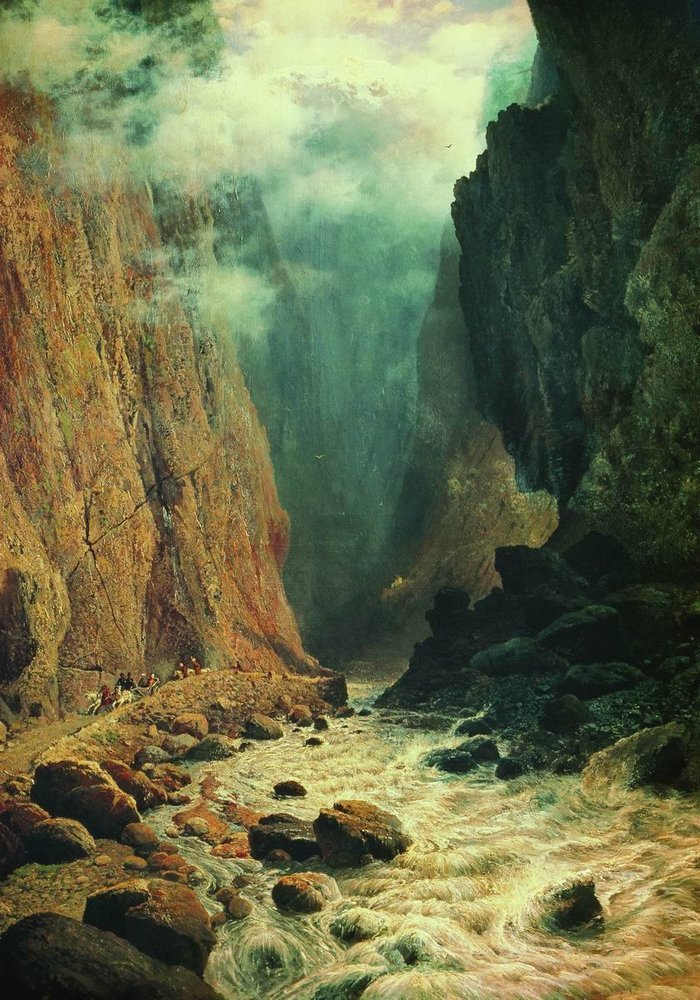
«Дарьяльское ущелье»[24] (1884)
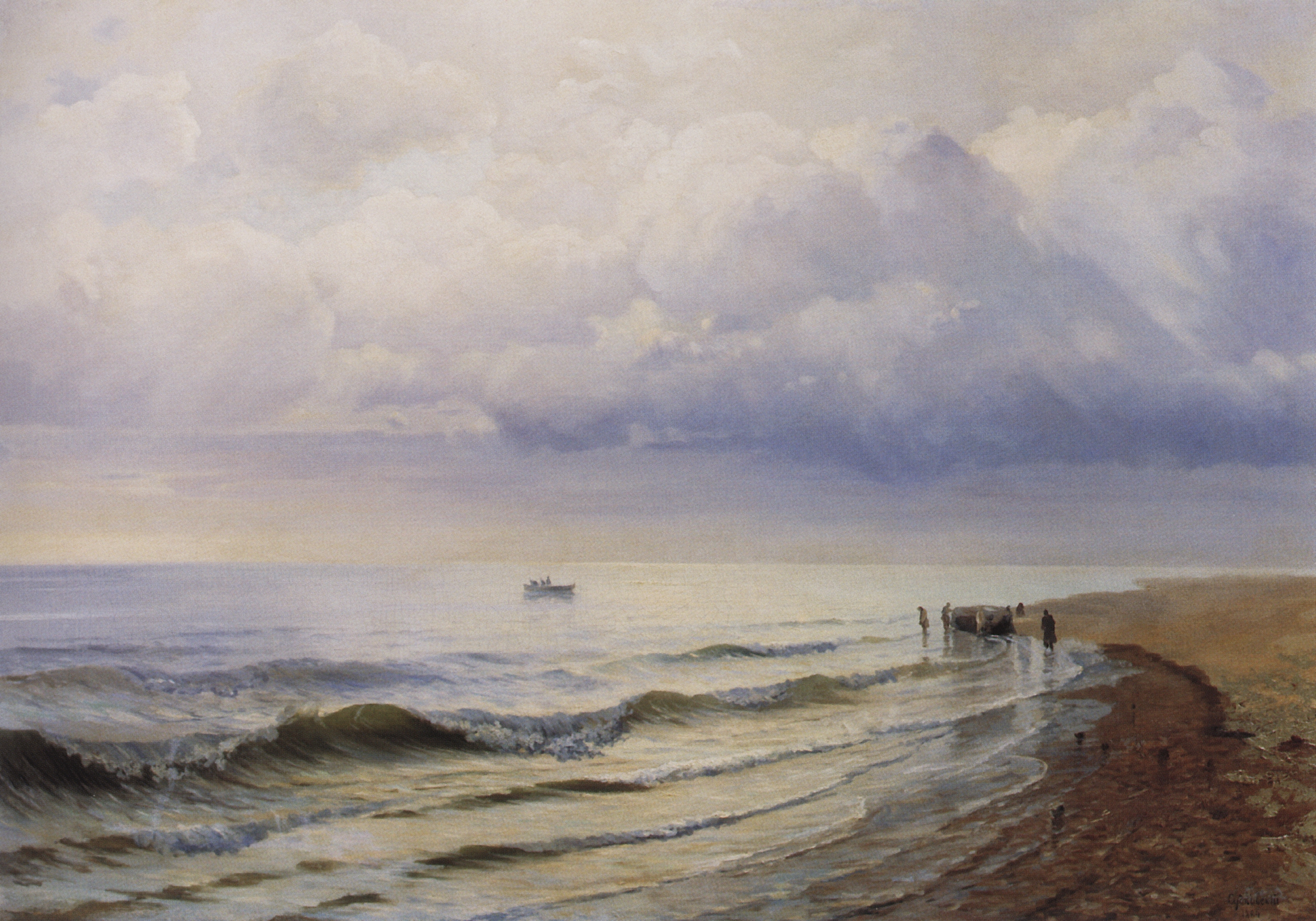
Морской вид[18] (1884)
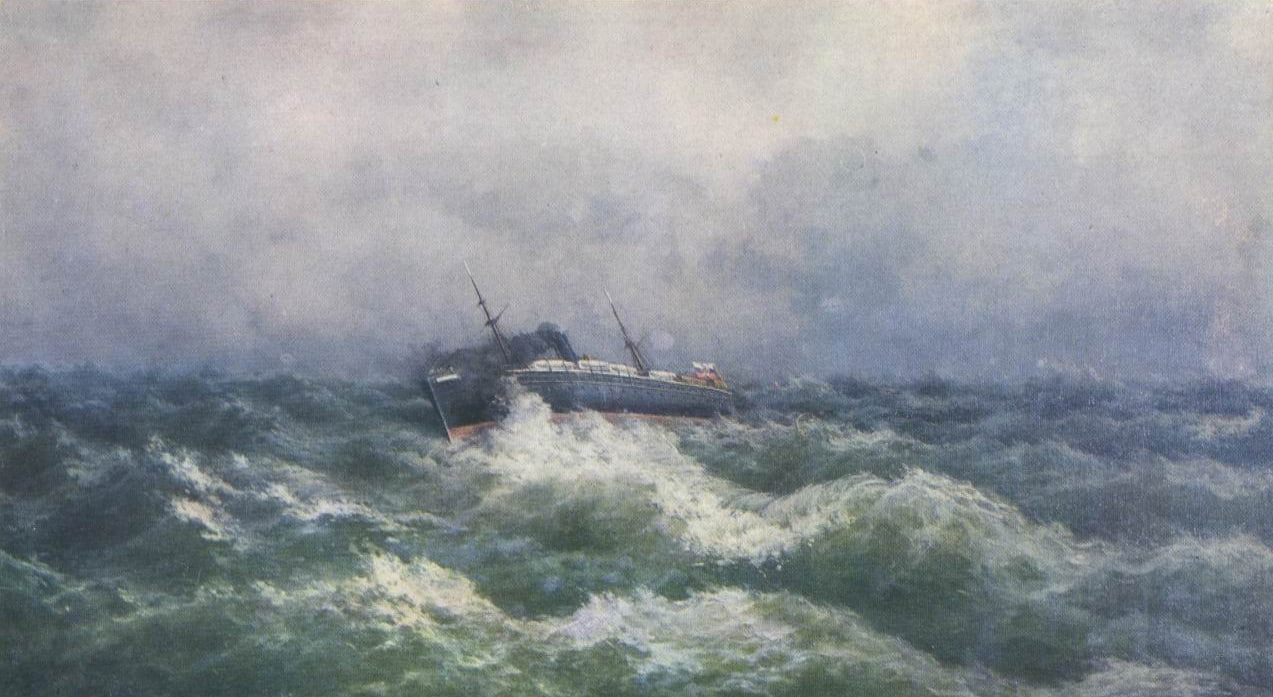
Пароход «Москва» в бурю[25] (1884)
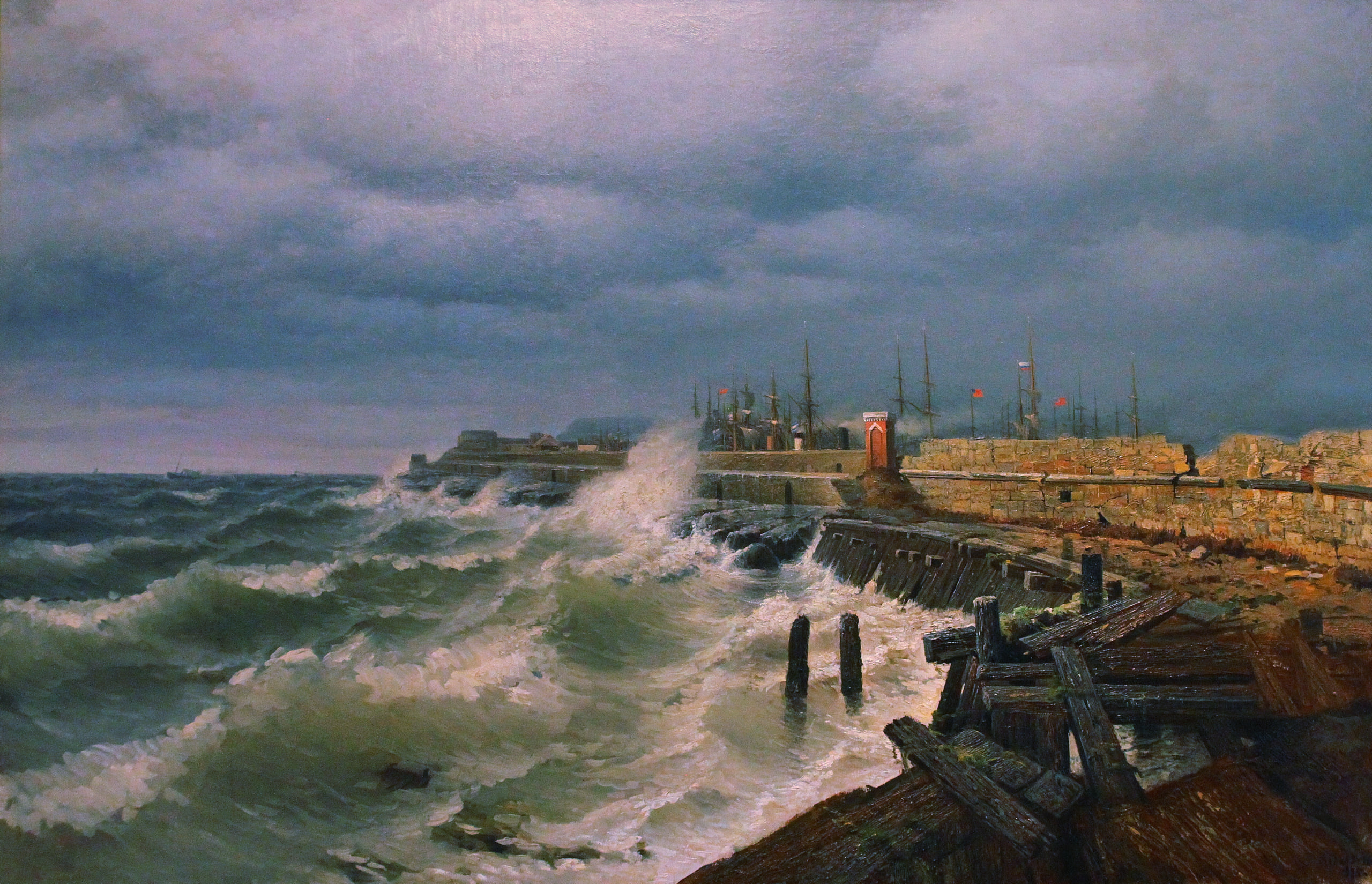
Одесский волнолом[26] (1885)
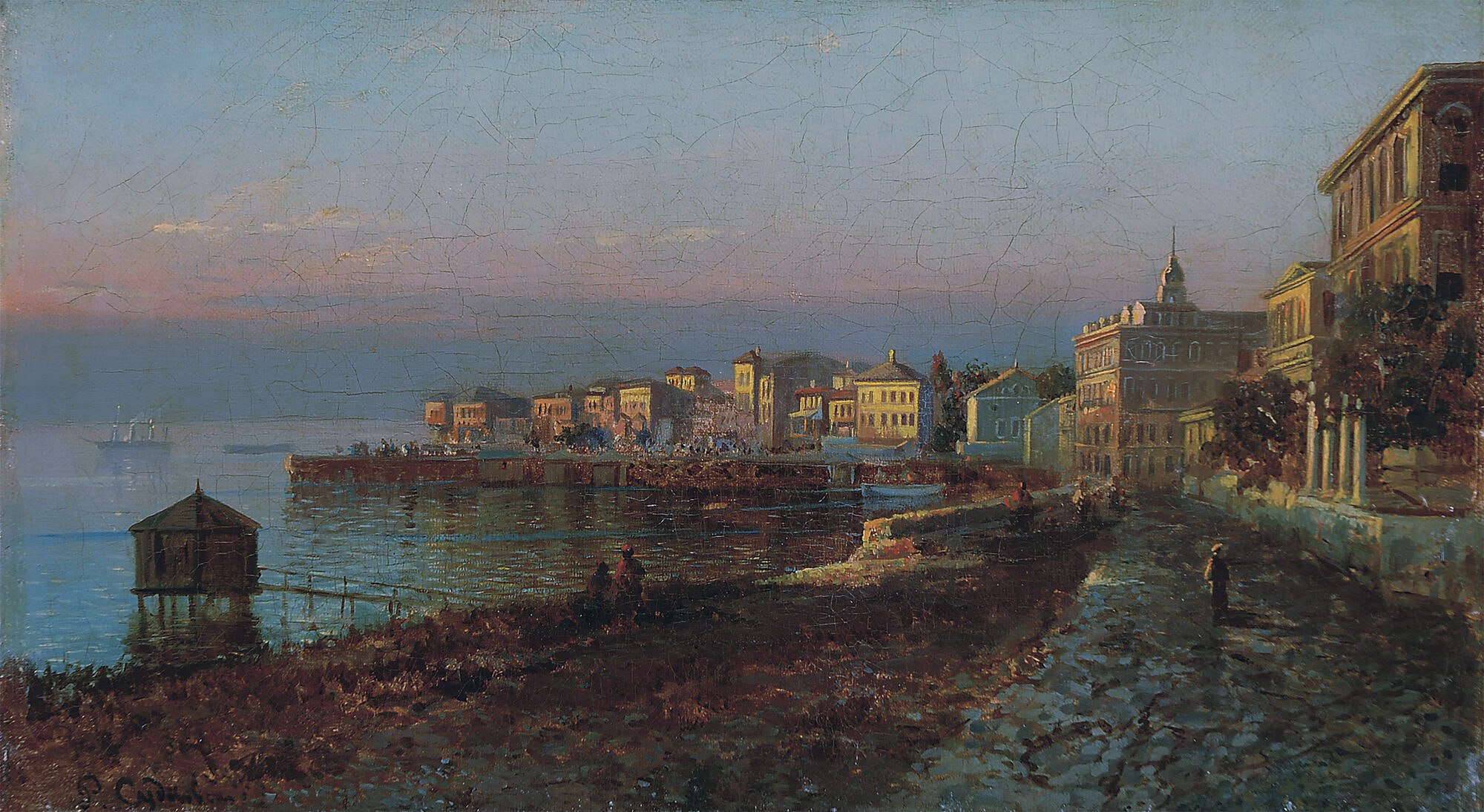
Морской берег[27] (ранее 1885)
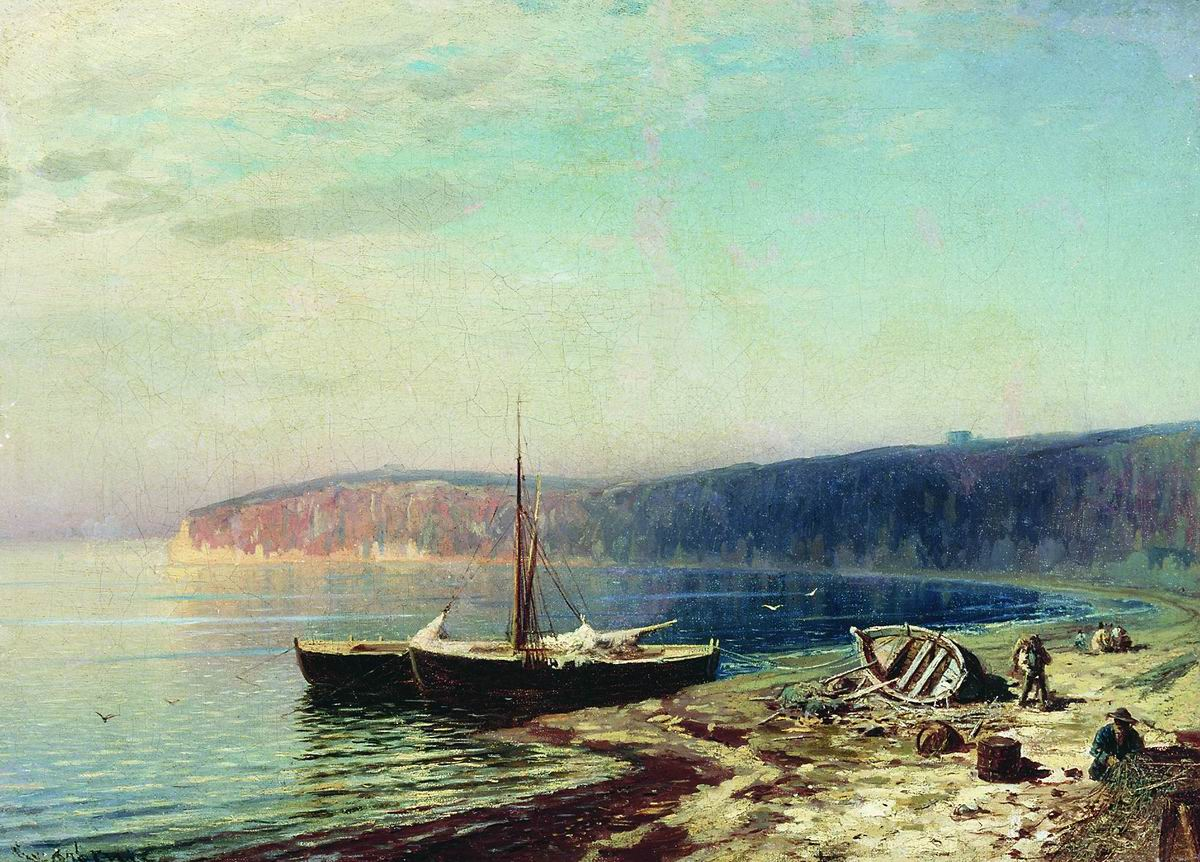
Морской пейзаж
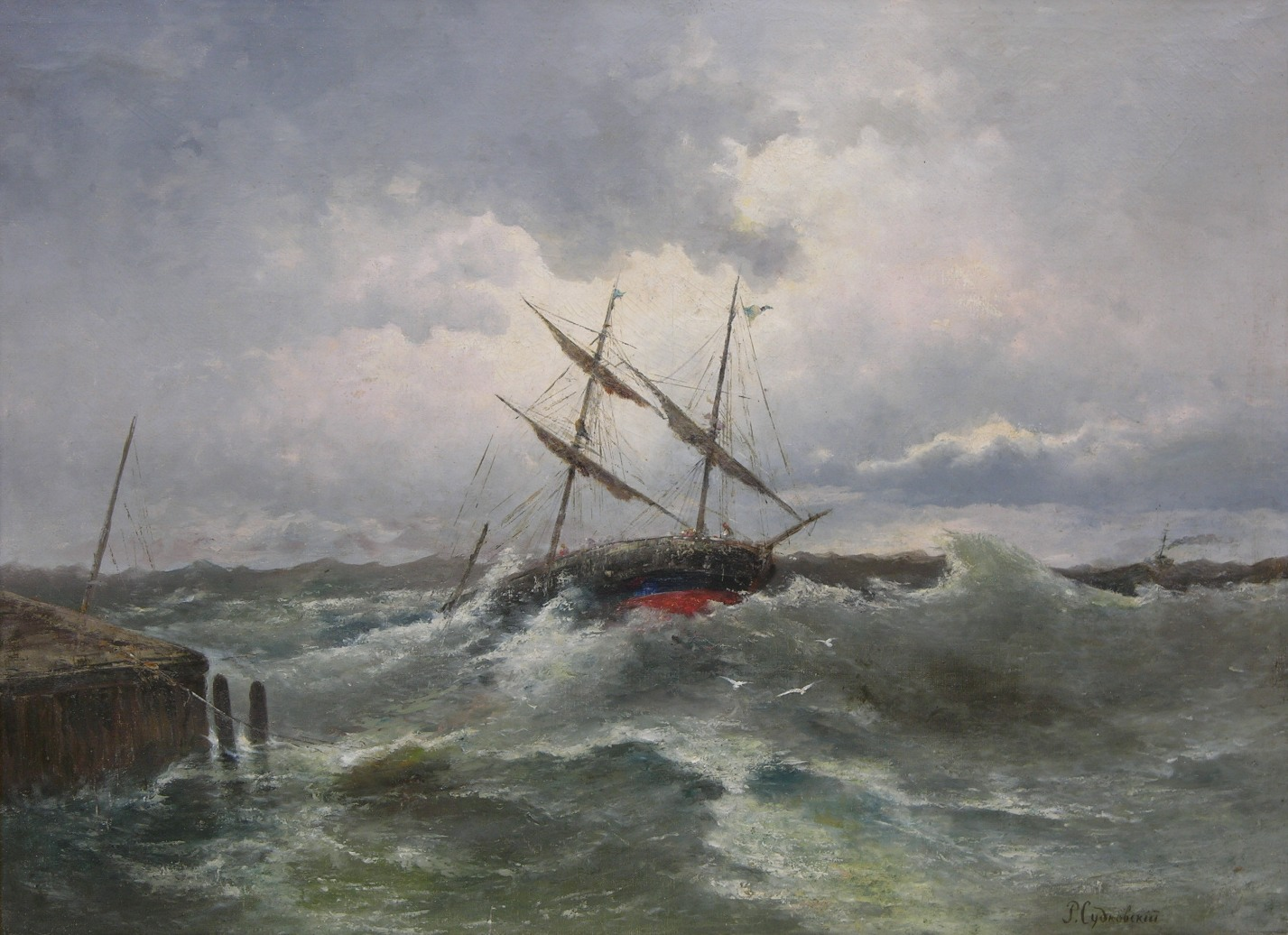
Шторм. Морской пейзаж[18] (ранее 1885)